# Rádio Marinhais
A Rádio Marinhais é uma rádio portuguesa, localizada em Marinhais, Salvaterra de Magos, na frequência modulada de 102.5 FM.
A Rádio Marinhais transmite essencialmente música portuguesa nas suas mais variadas formas, desde a popular até ao pimba. Na sua programação diária, de segunda a sexta-feira, existem diversos noticiários sobre a região e de caracter geral, para além dos programas "Telefonia", de manhã, com Mafalda Fonseca; "Nem 8 nem 80", entre as 13h e as 17h, com Catarina Teles; "Companhia Ilimitada", entre as 17h e as 19h, com João Vitor, "Olhar Livre", entre as 19h e as 20h, de rescaldo informativo e, "Comboio da Música" das 20h às 21h, com Catarina Teles. Durante os programas, os ouvintes são convidados a participar por telefone nos discos pedidos e nos diversos passatempos, ganhando prémios. Ainda se destaca o programa "Ranchos do Ribatejo" todas as quartas, entre as 21h e as 0h, por José Parente, dedicado ao foclore e às tradições nacionais, onde os ouvintes podem pedir o seu rancho preferido; e todos os domingos à noite, "Fado e palavras ditas", um programa dedicado ao fado e à poesia. O seu slogan é Rádio Marinhais, a rádio mais.
Em relação a eventos, a Rádio Marinhais promove e realiza todos os anos desde 1999, a "Gala de Música Portuguesa", no Dia da Mãe, onde vários artistas portugueses mostram o seu trabalho. Ainda realiza, o "Encontro dos Amigos da Rádio Marinhais", em data definida anualmente, em que os ouvintes, amigos e sócios da Rádio convivem e, onde não falta animação e muita boa disposição.
Foi fundada em 1985 e 1989 foi publicado os estatutos, ano em que também recebeu o seu alvará.